# لوئی شوبار
لوئی شوبار (فرانسوی: Louis Schubart‎; ۹ آوریل ۱۸۸۵ – ۲۳ نوامبر ۱۹۵۴) بازیکن فوتبال اهل فرانسه بود.
وی در تیم ملی فوتبال فرانسه بازی کرده‌است.